# Marcus Garvey
Marcus Mosiah Garvey jr. (født 17. august 1887, død 10. juni 1940) var en jamaicansk panafrikanist, sort nationalist, borgerrettighedsforkæmper og grundlægger af Universal Negro Improvement Association på Jamaica og i USA. Garvey omtales som "en af de vigtigste enkeltpersoner i den sorte nationalismes historie", og regnes som en profet blandt rastafarianerne.

## Sort nationalisme
Han var et af 11 børn i en landarbejderfamilie, hvor kun han og et barn mere voksede op. Faderen var murer, moderen var landarbejder.
Han flyttede til Kingston i 1901 14 år gammel og begyndte at arbejde på trykkeri, hvor han også engagerede sig fagligt. Han blev afskediget efter at have deltaget i en strejke i 1908. Han engagerede sig politisk. Han blev her inspireret af Robert Love, redaktøren af det antikolonialistiske tidsskrift Jamaican Advocate (1894–1905). Han rejste videre til Mellemamerika og Europa i 1910, og da han kom tilbage til Jamaica i 1914, grundlagde han Universal Negro Improvement Association. Han var i mellemtiden blevet overbevist om, at de sorte måtte enes i en sort bevægelse for at kunne kræve sine samfundsmæssige rettigheder. Organisationen hed oprindeligt Universal Negro Improvement and Conservation Association and African Communities League, men ordet "conservation" blev senere taget ud. Da han flyttede til USA i 1916, spredte han organisationen hertil.
Garvey fremstod som en karismatisk leder og taler, og kom med det rigtige budskab til rette tid. UNIA havde i 1920 omkring 100.000 medlemmer.
«Noget af årsagen til Garveys succes var, at han formåede at nå ud til masserne med sit budskab om en ny identitet for USAs sorte. En identitet, som både havde en klar kulturel forankring, klare politiske mål og en selvstændig religiøsitet funderet i kristendommen. Han sagde, at sort hudfarve ikke var noget at skamme sig over, men et tegn på storhed og at være udvalgte. [...] Bibelfortællingerne handlede om sorte mennesker, og nu ventede Gud på, at hans folk (de sorte) skulle blive frie og komme hjemme.»
Ideerne bag UNIA kaldes af og til for garveyisme og havde betydning for sort nationalisme, Nation of Islam, borgerrettighedsbevægelsen, Black Power-bevægelsen og andre forkæmpere for afroamerikanernes rettigheder. Garvey blev udvist fra USA i 1927 efter en retssag, som hans tilhængere karakteriserer som politisk. Han blev godt modtaget i hjemlandet Jamaica og stiftede i 1929 People's Political Party.
Han boede i London fra 1935, og døde der. Han blev først begravet i London, men levningerne er senere flyttet til National Heroes Park i Kingston. Han var indehaver af den jamaicanske Nationalheltens orden.

## Rastafari
Mange mener, at Garvey skal have spået, at en sort konge, kronet i Afrika, skulle indvarsle begyndelsen på afrikansk enhed og genoprettelse. Prins Ras Tafari i Etiopien, som blev kronet som kejser Haile Selassie i 1930, opfyldte disse spådomme. Seks dage efter kroningen skrev Garvey en artikel med religiøse overtoner om kejseren og det store kongerige i øst. Etiopien skulle indtage rollen som supermagt.
Efterhånden udviklede der sig en religiøs kult omkring kejseren, som fremstod med en guddommelig aura på fotografier. Garvey repræsenterede en kristen tro, mens rastafarianismen udviklet sig som en personkult omkring Haile Selassie. Rastafari-prædikanter som Leonard Howell, Archibald Dunkley og Robert Hinds udråbte kejseren til Gud, og Garvey til hans profet. Garvey så ikke sig selv som nogen profet men mente, at den unge kejser kunne ses som et guddommelig tegn på, at de sortes lidelser snart ville få en ende.